# Светов, Борис Сергеевич
Бори́с Серге́евич Све́тов (17 февраля 1930, Москва — 23 мая 2017, там же) — советский и российский учёный-геофизик, крупный специалист в области электромагнитных методов разведочной геофизики. Лауреат премии РАН имени Гамбурцева (1995), награждён тремя медалями ВДНХ. Профессор (1988), доктор технических наук (1972). Занимался созданием и усовершенствованием наземных и аэрогеофизических электроразведочных методов поиска рудных месторождений и разработкой соответствующей аппаратуры (недоступная ссылка).

## Биография
Борис Сергеевич Светов родился 17 февраля 1930 года в Москве, жил в районе Тишинской площади. Отец, Светов Сергей Михайлович, окончил Императорское Московское техническое училище, работал в Наркомате обороны, затем в Наркомате флота. В гражданскую войну был начальником конной разведки, в одном из подразделений армии Тухачевского. Мама, Светова Наталья Филипповна, домохозяйка. Во время эвакуации в Ульяновске работала на военном заводе.
В 1948 году в 18-летнем возрасте Борис Сергеевич поступил в МГРИ, на геофизический факультет, а в 1953 году закончил его. После окончания МГРИ вплоть до 1972 года занимался разработкой наземных и аэрогеофизических методов низкочастотной индуктивной электроразведки применительно к задачам поиска рудных месторождений и геологического картирования. В 1964 году получил вторую специальность математика в МГУ на вечернем отделении механико-математического факультета.
Теоретические работы Светова внесли существенный вклад в общую теорию интерпретации аномалий электромагнитного поля над хорошо проводящими рудными телами для целей геоэлектрического картирования. На основе его патентов и при его непосредственном участии разработаны комплексы аппаратуры для работы методами многочастотной амплитудно-фазовой электроразведки (АФИ-4), эллиптически поляризованного поля (ЭПГ1), дипольного индуктивного профилирования в наземном и аэрогеофизическом вариантах (ДИП-А).
В 1962 году защищает кандидатскую диссертацию, в 1972 году — докторскую диссертацию. В 1973 году публикует монографию «Теория, методика и интерпретация материалов низкочастотной индуктивной электроразведки».
С 1972 года работал в Троицке, в различных институтах Академии Наук. Здесь были опубликованы фундаментальные монографии Светова:
- «Электродинамические основы квазистационарной геоэлектрики» (1984).
- «Аналитические решения электродинамических задач» (1988).
- «Теоретико-информационные основы геофизических методов разведки» (1992).
- «Основы геоэлектрики» (2008).

Всего Борисом Сергеевичем было опубликовано более 170 научных трудов.
Ушёл из жизни 23 мая 2017 года после тяжёлой болезни.

## Семья
Внук — Светов, Михаил Владимирович, российский политик и блогер, председатель общественно-политического движения «Гражданское общество».